# Притча о десяти девах

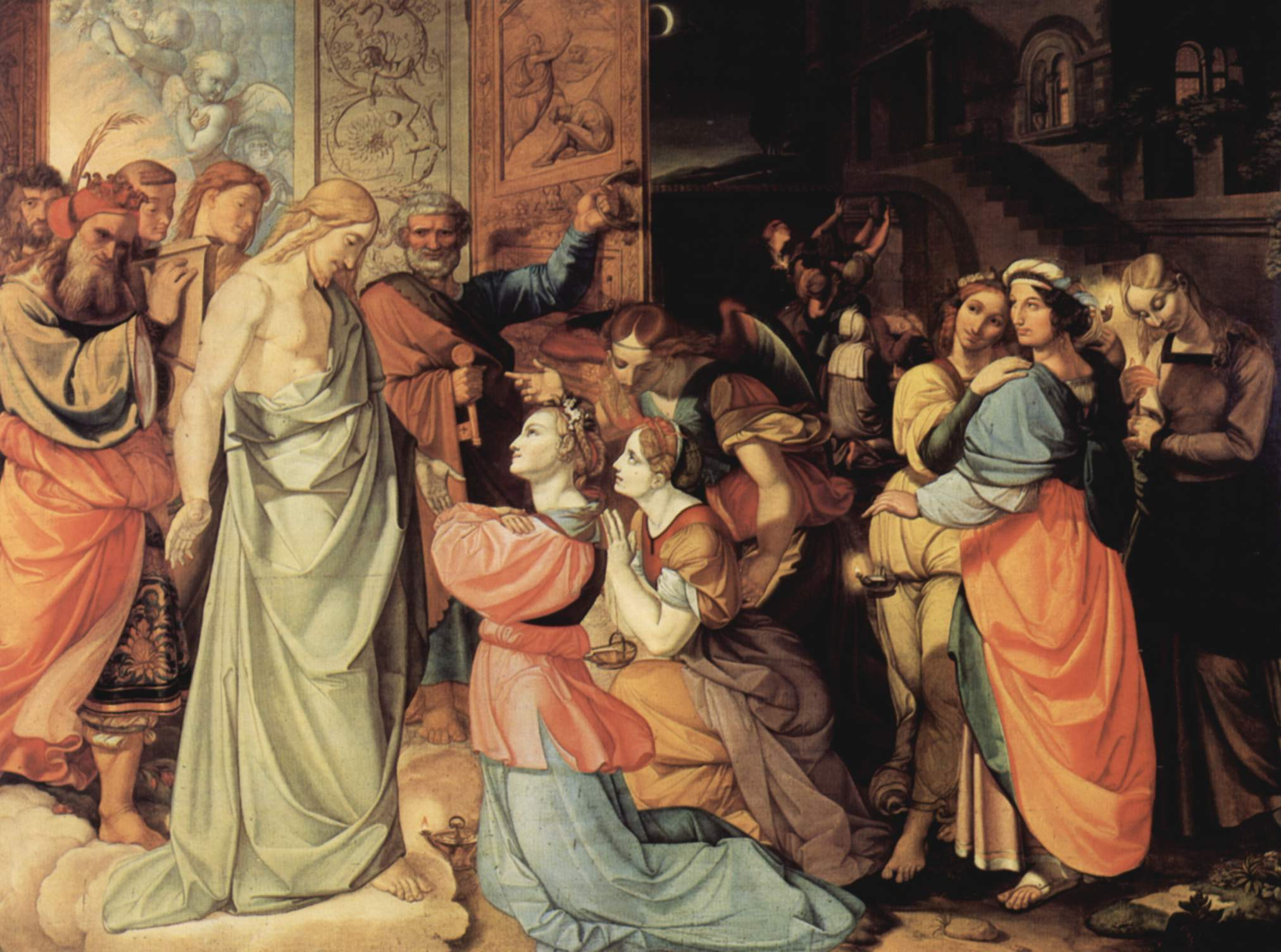
Мудрые и неразумные девы
(Петер Йозеф фон Корнелиус, ок. 1813)

Притча о десяти девах — одна из притч Иисуса Христа, приводимая в Евангелии от Матфея:

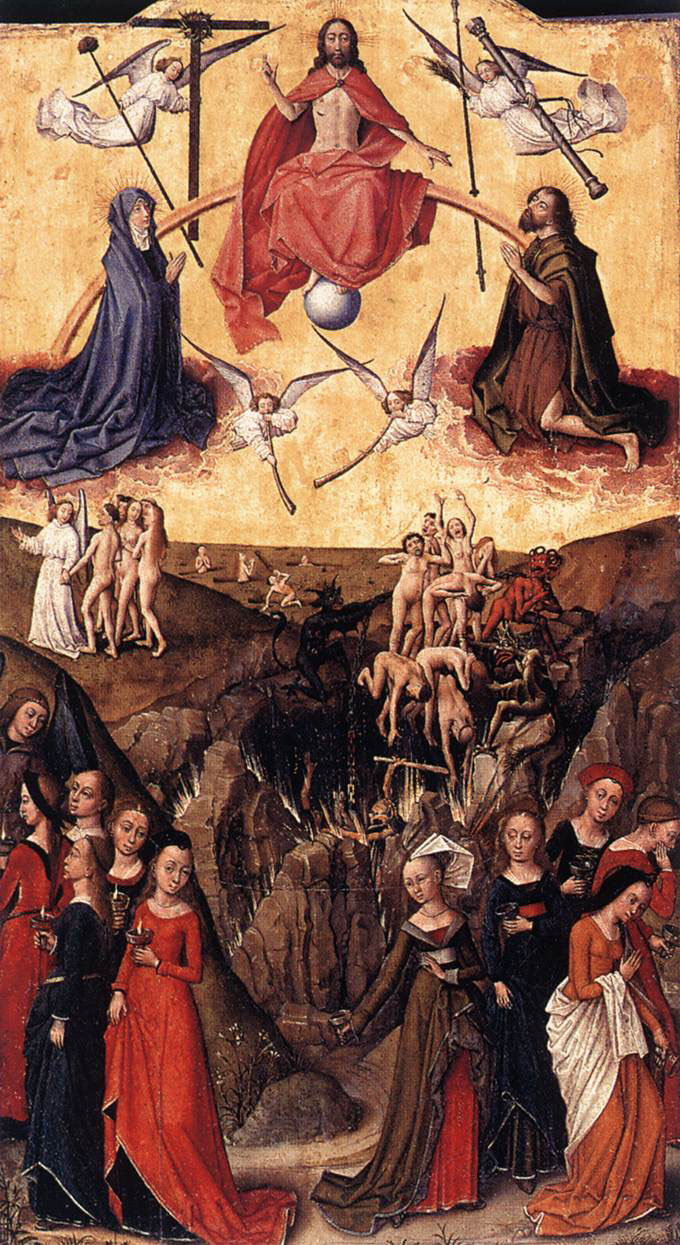
Страшный суд и притча о десяти девах
(неизвестный фламандский художник, середина XV века)

Тогда подобно будет Царство Небесное десяти девам, которые, взяв светильники свои, вышли навстречу жениху. Из них пять было мудрых и пять неразумных. Неразумные, взяв светильники свои, не взяли с собою масла. Мудрые же, вместе со светильниками своими, взяли масла в сосудах своих. И как жених замедлил, то задремали все и уснули. Но в полночь раздался крик: вот, жених идёт, выходите навстречу ему. Тогда встали все девы те и поправили светильники свои. Неразумные же сказали мудрым: дайте нам вашего масла, потому что светильники наши гаснут. А мудрые отвечали: чтобы не случилось недостатка и у нас и у вас, пойдите лучше к продающим и купите себе. Когда же пошли они покупать, пришёл жених, и готовые вошли с ним на брачный пир, и двери затворились; после приходят и прочие девы, и говорят: Господи! Господи! отвори нам. Он же сказал им в ответ: истинно говорю вам: не знаю вас. Итак, бодрствуйте, потому что не знаете ни дня, ни часа, в который приидет Сын Человеческий. 
— Мф. 25:1-13

## Богословское толкование
Феофилакт Болгарский пишет, что «под образом дев Господь предлагает притчу о милостыне». Он отмечает, что хотя девство является высокой добродетелью, но «сребролюбие — страсть не неизбежная и не естественная». По его мнению, сон дев означает физическую смерть человека, а приход жениха символизирует второе пришествие Иисуса. Светильники он называет человеческими душами, которым нужен елей, то есть милостыня. В отношении неразумных дев Феофилакт говорит, что «они ушли к продающим, чтобы купить елея, означают то, что они в душе своей обратились к бедным и стали размышлять о том, какое доброе дело — милостыня и как они по своему безумию грешили против этой добродетели». Когда же они вернулись и увидели запертую дверь, то это, по его толкованию, означает, что после смерти уже нет времени для покаяния.
Евфимий Зигабен отмечает, что отказ мудрых дев дать елей неразумным вызван тем, что «никто собственной добродетелью тогда не поможет другому. Едва будет достаточно её для спасения самого себя, так как во многом согрешает человек, даже весьма добродетельный. Смотри, как мудрые даже там обнаруживают милосердие: они желали бы дать неразумным, но не могут».
Аверкий (Таушев) пишет, что благоразумные девы это «все истинные христиане, всегда готовые встретить Господа, имеющие при своей чистой и искренней вере и добрые дела (елей)», а неразумные — «христиане по имени, беспечные, не имеющие добродетелей».
Митрополит Мелетий (Каламарас) утверждает, что человек должен быть всегда готов к страшному суду: ему следует усердствовать в богоугодных делах, быть милостивыми к окружающим и самому себе и быть в этом всецело «нам следует беспокоиться о том, чтобы творить добрые дела, угодные нашему жениху Христу. Быть всегда милостивыми, исполненными стремления хранить первую его заповедь, равно как и вторую».
Сам Иисус в притче выделяет не вопрос масла и светильника, а то, что десять дев уснули. Он не говорил «Итак, возьмите масла в сосудах своих», а сказал «Итак, бодрствуйте». Почему Иисус делает акцент на то, что десять дев заснули, в то время, как древние и современные толкователи притчи уделяют больше внимание толкованию масла и светильника. Может потому, что Иисус предупреждает верующих об опасности, которая безусловно должна была настигнуть их. Ведь в притче заснули как неразумные, так и мудрые, то есть все десять дев.
Слова из притчи «задремали все и уснули» в богословии традиционно толкуют так:
Иоанн Златоуст: «Притом Он дает понять и то, что смерть есть сон».
Ефрем Сирин : «Сон означает, что все почившие равны, ибо смерть уравнивает всех, подвергая одинаковому тлению».
Феофилакт Болгарский: «Сон означает смерть, а замедление жениха указывает, что не скоро наступит второе пришествие».
Троицкие листки: "Что же означает: «….задремали все и уснули!» «Это не значит, по слову епископа Михаила, что при Втором пришествии Христовом все христиане уснут, то есть окажутся небодрствующими, безпечными, холодными к вере, а указывает лишь на постоянную обязанность христиан бодрствовать, быть готовыми к сретению Господа, или же сон означает здесь смерть».
Большинство богословов сходятся в том, что слова «…задремали все и уснули» означает только физическую смерть. Но так как Иисус в конце притчи призывает верующих бодрствовать и не спать, то в притче не могла идти речь о физической смерти, так как Иисус не мог сказать верующим, чтобы они не умирали. Как говорит апостол Павел: «Итак, не будем спать, как и прочие, но будем бодрствовать и трезвиться» (1Фес. 5:6).
Кто эти десять дев, которых призывает Иисус не спать? Это Церковь Христа.
Церковь в этой притче предстает как десять дев, пять мудрых и пять неразумных. Как сказано «ибо много званных, а мало избранных» (Мф. 22:14).
Церковь Христа это собрание верующих, крещенные Святым Духом, но среди них не все мудрые то есть избранные, а есть и неразумные, как семена посеянные на каменистых местах. (Мф. 13:20, 21).
Как говорится в другом месте: «Многие скажут Мне в тот день: „Господи! Господи! не от Твоего ли имени мы пророчествовали? и не Твоим ли именем бесов изгоняли? и не Твоим ли именем многие чудеса творили?“.
И тогда объявлю им: „Я никогда не знал вас; отойдите от Меня, делающие беззаконие“» (Мф. 7:22, 23).
«И как жених замедлил, то задремали все и уснули» (Мф. 25:5).
Некоторые верующие ждали Второго Пришествия Христа ещё при их жизни, то есть в течение одного поколения (2Пет. 3:9). Но этого не случилось, «жених замедлил», а десять дев задремали, что указывает на смерть Церкви Христа.
В послании к Фессалоникийцам апостол Павел призывает Церковь Христа бодрствовать и не спать: «Но вы, братия, не во тьме, чтобы день застал вас, как тать. Ибо все вы — сыны света и сыны дня: мы — не сыны ночи, ни тьмы. Итак, не будем спать, как и прочие, но будем бодрствовать и трезвиться» (1Фес. 5:4—6).
«Но в полночь раздался крик: вот, жених идёт, выходите навстречу ему. Тогда встали все девы те и поправили светильники свои» (Мф. 25:6, 7).
В этом фрагменте притчи ясно показано как десять дев просыпаются, что указывает на то, что Церковь Христа воскреснет, как в свое время воскрес Иисус.
Ещё одно упоминание о появлении Церкви перед концом света мы можем найти в Откровении Иоанна: «И явилось на небе великое знамение: жена, облеченная в солнце; под ногами её луна, и на главе её венец из двенадцати звезд» (Откр. 12:1).
Появление Церкви как раз будет великим знаком Второго Пришествия Христа.

## Притча в православном богослужении

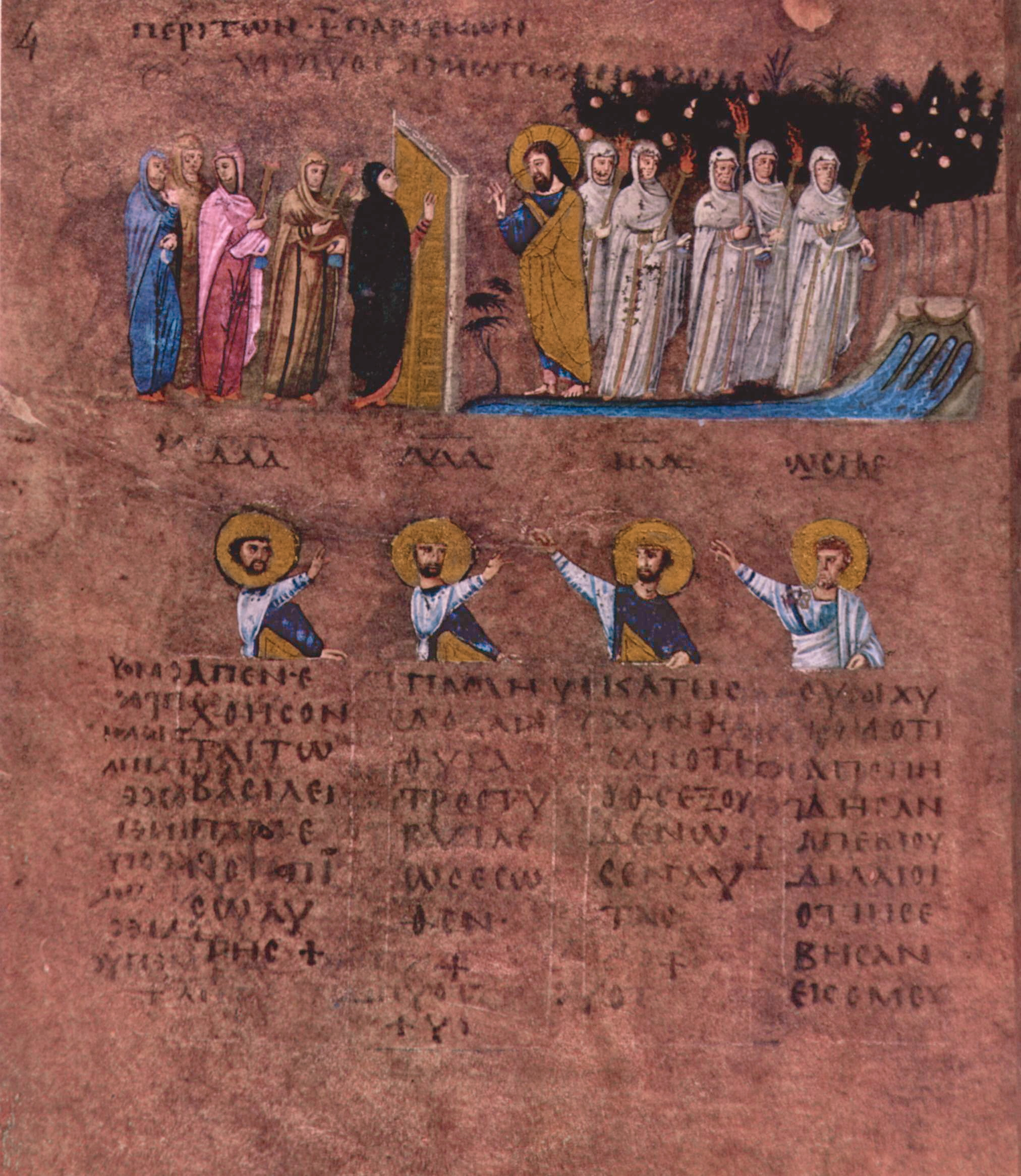
Притча о десяти девах (миниатюра из Россанского Евангелия)

Притча о десяти девах читается в составе всей 25 главы Евангелия от Матфея на литургии преждеосвященных Даров в Великий вторник. Реминисценцией этой притчи является тропарь, троекратно поющийся после Шестопсалмия на утрене Великих понедельника, вторника и среды:

Се Жених грядет в полунощи, и блажен раб, егоже обрящет бдяща: недостоин же паки, егоже обрящет унывающа. Блюди убо душе моя, не сном отяготися, да не смерти предана будеши, и Царствия вне затворишися, но воспряни зовущи: Свят, Свят, Свят еси Боже, Богородицею помилуй нас. 

Чертог Твой вижду Спасе мой, украшенный, и одежды не имам, да вниду вонь: просвети одеяние души моея Светодавче, и спаси мя.
Перевод
Вот, Жених (то есть Христос) приходит в полночь. Блажен тот раб, которого Он найдёт бодрствующим, и недостоин тот, которого Он найдёт унывающим. Будь внимательна, душа моя, чтобы не быть отягощённой сном, быть преданной смерти и остаться за затворёнными дверями Царства. Но восстань, взывая: Свят, свят, свят еси Боже, молитвами Богородицы помилуй нас. 

Вижу Твой украшенный (брачный) чертог, Спаситель, но не имею (достойной) одежды, чтобы войти в него. Просвети одежды души моей, Дарующий свет, и спаси меня.

Эта притча также читается при совершении памяти преподобных жен.